# ウン・ツェヨン
ウン・ツェヨン（英語: Ng Tze Yong、中国語: 黄智勇、2000年5月16日 - ）は、マレーシアの男子バドミントン選手。

## 経歴
2022年のコモンウェルスゲームズでは、欠場したリー・ジージャの代わりにマレーシア代表として出場した。その結果、決勝のインド戦の男子シングルスで、スリカンス・キダンビを破り、マレーシアチームの優勝に大きく貢献した。また、個人戦でも決勝に進出するが、インドのラクシャ・センに敗れ準優勝となった。
2023年の全英オープンでは、2回戦目で世界ランク1位のビクター・アクセルセンを破るが、準々決勝で李詩灃に敗れ惜しくも敗退した。